# Balham, Ardennes

Balham este o comună în departamentul Ardennes din nordul Franței. În 1 ianuarie 2022 avea o populație de 150 de locuitori.